# Морський язик носатий
Морський язик носатий (Pegusa nasuta) — вид риб родини язикових (Soleidae). Морська субтропічна придонна риба, поширена в Середземному, Чорному і Азовському морях. Один із 5 видів роду. Раніше вважався підвидом морського язика піщаного. Промислова риба. 

## Етимологія
Рід названий за м. Пегуза — старою назвою Кніда, міста в Азії Мінос, де афіняни перемогли спартанців у морській битві близько 394 р. до н. е.

## Опис
Невелика морська риба, звичайно до 20 см завдовжки (рідко до 30 см). Самиці дещо більші за самців. Тіло овальне, листоподібне або язикоподібне, сильно стиснуте із боків, вкрите дрібною лускою, що робить рибу жорсткою на дотик. Рило заокруглене з маленьким дугоподібним ротом, озброєним дрібними малопомітними зубами. Верхня щелепа звисає над нижньою у вигляді лопаті. Очі маленькі, розташовані на правому — «верхньому» — боці. Ніздрі обох боків розташовані симетрично. Ніздря на лівому — «нижньому» («сліпому») — боці голови збільшена і має вигляд бахромчастої розетки. Кістки зябрової кришки вкрити шкірою і лускою. Край передкришки повністю скритий. Спинний плавець довгий, починається зверху голови або попереду очей, з 67—76 променями. Спинний та анальний плавці з'єднуються з довгим округлим хвостовим плавцем. Грудні плавці добре розвинені на обох боках тіла, заокруглені або загострені, мають 7—10 променів. В анальному плавці 53—61 промінь. Черевні плавці не з'єднуються з анальним. Личинкові грудні плавці атрофуються, у дорослих регенеровані або відсутні. Бічні лінії розташовані на кожному боці; на верхньому боці бічна лінія утворює дугу навколо очей. Хромосомний набір 2n = 42.
«Верхній» бік тіла сірувато-буруватий, жовтувато-коричнюватий або темно-коричневий, з численними темними, чорними і бурими плямами, іноді з мармуровим візерунком. «Сліпий» бік тіла світлий, білуватий. На задній частині «верхнього» грудного плавця розташована округла чорна пляма без світлої облямівки (у морського язика піщаного з облямівкою). Здатна змінювати забарвлення тіла, добре маскуючись під ґрунт.

## Поширення
Ареал охоплює північну частину Середземного моря,  Егейське, Мармурове, Чорне та Азовське моря. Нечисленна риба.
У територіальних водах України трапляється як у Чорному (північно-західна частина, біля берегів Криму), так і Азовському морях, у тому числі в солонуватоводних лиманах.

## Особливості біології
Морська придонна (демерсальна) малорухлива риба, що населяє ділянки із піщаним та міщано-мулистим ґрунтом прибережної (шельфової) зони із солоністю 11—19 ‰. Опріснених ділянок моря звичайно уникає. Тримається поодинці або невеликим групами, влітку на глибинах до 7 м. При охолодженні води переміщується від берегів на більшу глибину (до 60 м). Плаває дуже мало, переважно в пошуках здобичі. Може повзати по дну, хвилеподібно перебираючи променями плавців і спираючись ними на ґрунт. Вдень лежить на дні, закопавшись у верхній шар ґрунту. Протягом року найбільшу активність проявляє у вересні — жовтні.

### Розмноження. Розвиток
Статевої зрілості досягає, ймовірно, у віці 3 років при довжині тіла понад 15 см. Розмножується в квітні — вересні. Нерест відбувається звичайно в узькій прибережній смузі. На місця нересту спочатку прибувають самці (квітень — травень), а потім самиці (травень — червень). Плодючість самиць залежить від їх розмірів і коливається звичайно від 7 тис. до 180 тис. ікринок (рідко до 1 млн.). Нерест багатопорційний, проходить при температурі води 10—25 °С і солоності 11—19 ‰ (іноді до 39 ‰), як правило в мілководній зоні (рідко у відкритому морі), у тому числі в Азовському морі та його лиманах. Ікра відкладається на дні на глибині до 30 м, потім спливає і розвивається в товщі води. Ікринки пелагічні, мають сферичну форму, прозорі, з великою кількістю жирових крапель, діаметром 1,1—1,35 мм. Личинки виходять з ікри зазвичай за 7 діб після її запліднення і живляться планктоном. Метаморфоз личинок відбувається при довжині тіла понад 1 см, після чого вони опускаються на дно і починають вести донний спосіб життя. За 1-й рік життя вони виростають до 10 см завдовжки, за 2 роки — до 15 см, за 3 — до 19 см.

### Живлення
Дорослі особини живляться поліхетами, молюсками, рідше — дрібними ракоподібними (бокоплавами, креветками та ін.), а також молоддю риб. Зір у морського язика розвинений слабо і тому основну роль у пошуках здобичі відіграє нюх і спеціальний орган смаку, розташований на «нижньому» боці голови навколо ніздрів (бахромчаста смакова розетка).

## Охорона
Основними негативними фактора впливу на стан природних популяцій морського язика носатого є забруднення води нафтовими промисловими і судноплавними відходами, що порушує розвиток ікри та знижує загальну чисельність виду.

## Практичне значення
Промислова риба, яка звичайно трапляється в приловах. М'ясо морського язика смачне, але будучи рідким видом, суттєвого господарського значення він не має.